# Liraz Charhi

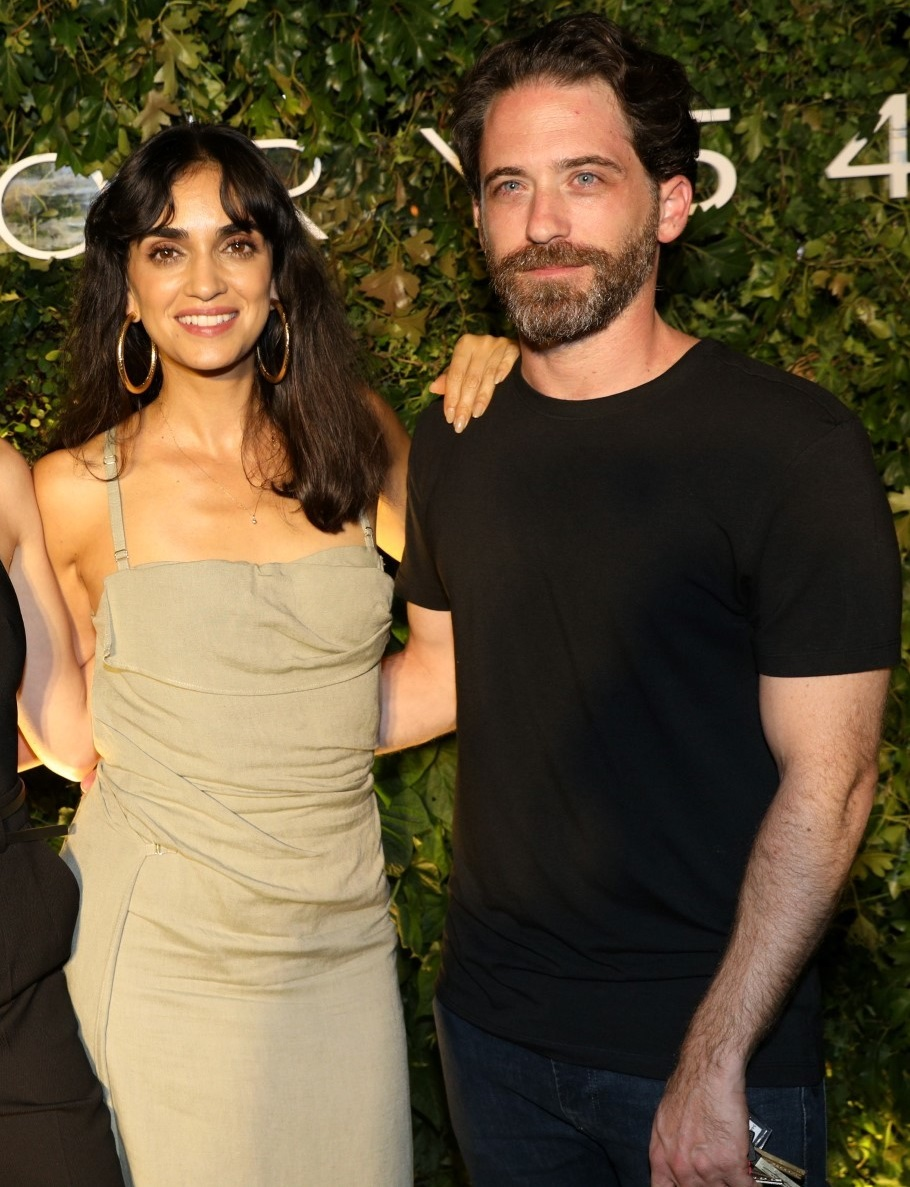
Liraz Chari mit Ehemann Tom Avni

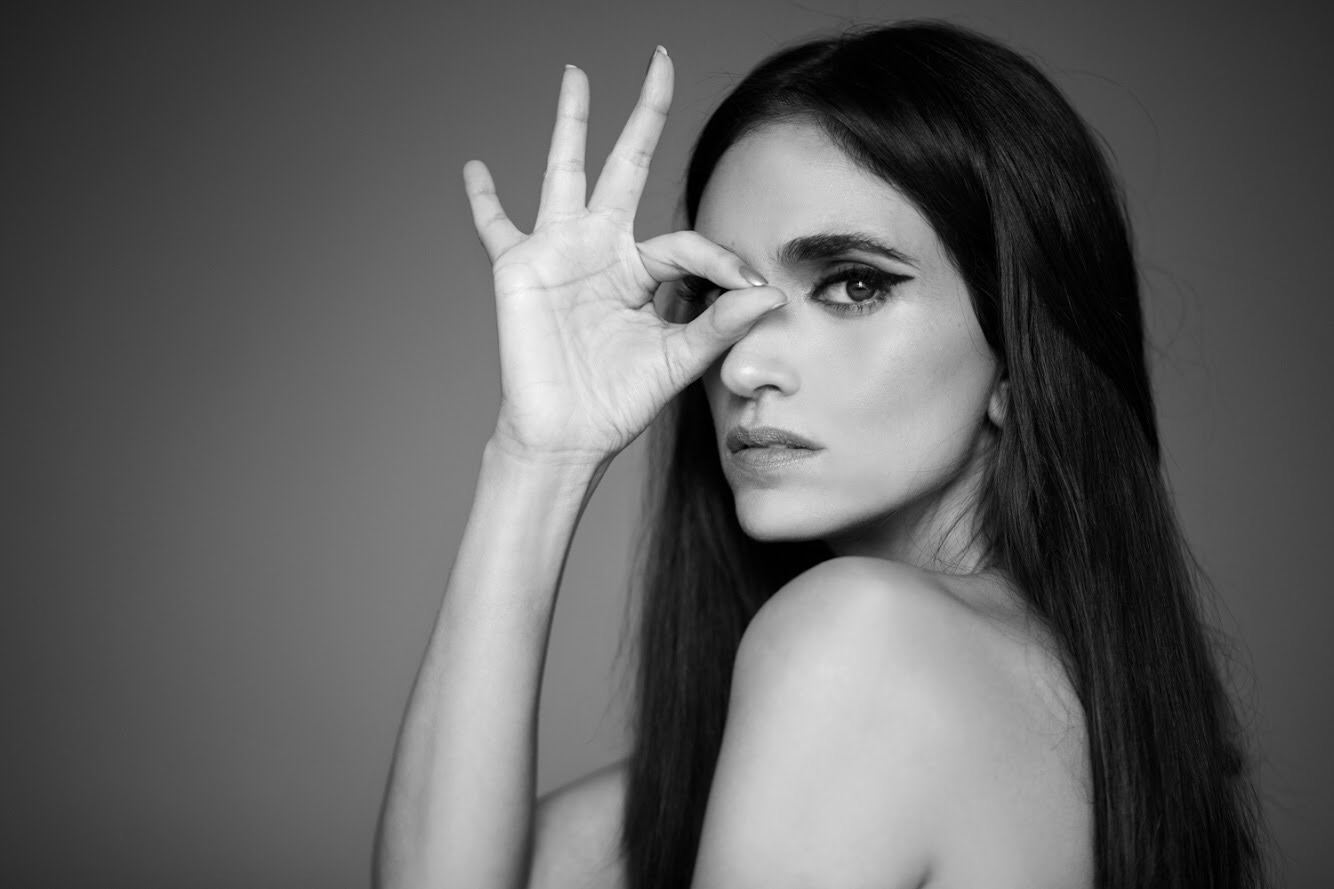
Liraz Charhi 2017

Liraz Charhi ([li'raz 'tʃarxi] hebräisch לירז צ'רכי; * 31. Mai 1978 in Ramla, Zentralbezirk) ist eine israelische Schauspielerin, die unter ihrem Vornamen Liraz auch als Sängerin aktiv ist.

## Leben
Liraz Charhi ist die Tochter sephardischer Juden aus dem Iran. Ihre Eltern emigrierten als Teenager aus dem Iran nach Israel. Ihre Tante ist die israelische Sängerin und Schauspielerin Rita. Sie diente bis 1999 als Soldatin bei den israelischen Verteidigungsstreitkräften in der Militärkapelle des Bildungs- und Jugendkorps. Von 2004 bis 2010 war sie mit dem israelischen Komponisten und Dirigenten Ziv Cojocaru verheiratet. 2013 heiratete sie den israelischen Schauspieler Tom Avni, mit dem sie zwei Töchter hat.
Im Oktober 2022 stellte sie sich mit dem Album Roya an die Seite der Protestierenden im Iran.

## Karriere
Charhi gab als Jugendliche ihr Debüt als Bühnenschauspielerin am Habima Theater. Anschließend studierte sie an der Beit Zvi School for the Performing Arts in Ramat Gan. 2002 trat sie in der israelischen Fernsehserie Ha-Masa'it auf. 2004 wurde sie von der Israelischen Filmakademie für ihre Rolle in dem Film Turn Left at the End of the World (Sof Ha'Olam Smola) für den Ophir Award nominiert. Im Jahr 2006 wurde sie zum Israel Film Festival in Los Angeles eingeladen, womit sie sich für Hollywood empfahl.
Seitdem ist Charhi durch ihre Rollen in der französischen Mini-Fernsehserie Milch und Honig und in den Filmen Fair Game (2010) und Saiten des Lebens (2012) bekannt geworden, in dem sie Pilar, die Joggerin und Flamenco tanzende Freundin von Philip Seymour Hoffman spielte.
Als Sängerin hat sie die Singles Od Tzohorayim und Al Tafsik veröffentlicht. Charhis erstes auf Persisch gesungenes Album, Naz, wurde 2018 veröffentlicht. Im November 2020 wurde Charhis zweites persisches Album mit dem Titel Zan Bezan (Frau, sing) bei Glitterbeat Records in Zusammenarbeit mit Raman Loveworld und einigen anderen iranischen Künstlern veröffentlicht. Einige Künstler haben anonym mitgewirkt, andere haben sich trotz der Risiken, die die Zusammenarbeit mit einem israelischen Künstler mit sich bringt, öffentlich dem Projekt angeschlossen.
Im Jahr 2020 spielte sie Yael Kadosh, eine israelische Mossad-Agentin in der israelischen Spionage-Fernsehserie Teheran (hebräisch: טהרן). Die Serie handelt vom iranisch-israelischen Konflikt und feierte am 22. Juni 2020 in Israel und am 25. September 2020 international auf Apple TV+ Premiere.
Als Sängerin trat sie mehrfach international auf Festivals und Konzerten auf.

## Filmografie (Auswahl)
- 2004: Turn Left at the End of the World (Spielfilm)
- 2009: Milch und Honig (Serie)
- 2010: Fair Game – Nichts ist gefährlicher als die Wahrheit (Spielfilm)
- 2011–2018: Sabri Maranan (Serie)
- 2012: Saiten des Lebens (Spielfilm)
- 2020: Teheran (Serie)

## Diskografie

### Alben
- 2005: לירז צ'רכי
- 2012: רק לך מותר
- 2018: Naz
- 2020: Zan
- 2022: Roya

### EPs
- 2024: Enerjy - انرژی

### Singles (Auswahl)
- 2018: Mahtab
- 2020: Bia Bia
- 2022: Remotely Close: Azizam (mit Kamufle)
- 2022: Doone Doone